# Милоградово
Милогра́дово — село в Ольгинском районе Приморского края России. Административный центр Милоградовского сельского поселения.

## География
Село Милоградово — самый южный населённый пункт Ольгинского района, соответственно, самый южный населённый пункт в России, приравненный к районам Крайнего Севера.
Расположено на правом берегу реки Милоградовка (до устья 6 км) и на левом берегу реки Вербная.
Село стоит на автодороге Р447, до райцентра посёлка Ольга около 114 км.

## Население
| 1900 | 1912 | 1915 | 1926 | 2002 | 2008  | 2010 |
| ---- | ---- | ---- | ---- | ---- | ----- | ---- |
| 187  | ↗332 | ↗439 | ↗633 | ↗999 | ↗1008 | ↘949 |

## Улицы
| - ул. Арсеньева, - пер. Берёзовый, - ул. Большой увал, - ул. Гагарина, - ул. Есенина, - ул. Ленинская, - ул. Малый увал, | - ул. Новосёлов, - ул. Переселенческая, - ул. Речная, - ул. Центральная, - ул. Школьная, - ул. Юбилейная. |

## Экономика
Основа экономики — лесозаготовки и сельское хозяйство. Активно развита охота и рыбалка, сбор дикоросов и даров тайги.

## Связь, транспорт
Оператор сотовой связи — Билайн, МегаФон и Ростелеком. Из-за особенностей рельефа устойчивая связь возможна только на небольшом удалении от села.
Внутрирайонное автобусное сообщение с посёлком Ольга.